# Miloš Krstić
Miloš Krstić (ur. 7 marca 1987 w Svrljiski) – serbski piłkarz występujący na pozycji ofensywnego pomocnika. Obecnie gra w FC Thun.

## Kariera klubowa
Swoją profesjonalną karierę Miloš rozpoczął w FK Rad, wcześniej grając w juniorskich drużynach Partizana Belgrad oraz FK Čukarički Stankom. W lecie 2007 przeszedł pomyślne testy w Olympique Marsylia i podpisał kontrakt z klubem do 30 czerwca 2008, a na początku 2009 został wypożyczony do AC Ajaccio.